# Vertigo arthuri
Vertigo arthuri är en snäckart som beskrevs av von Martens 1882. Vertigo arthuri ingår i släktet Vertigo och familjen puppsnäckor. IUCN kategoriserar arten globalt som nära hotad. Inga underarter finns listade i Catalogue of Life.